# Metafile
Metafile ist ein allgemeiner Begriff zur Klassifikation von Dateiformaten, welche mehrere Datentypen speichern können. Diese schließen für gewöhnlich Grafikformate ein.
Der Begriff Metafile wurde erstmals 1979 vom Graphics Standards Planning Committee für ein Vektor-Grafikformat verwendet.
Metafiles können eine Kombination von Vektorgrafik und Rasterdaten (Rastergrafik oder Pixelgrafik) und Schriftart-Daten darstellen. Diese werden bspw. in den folgenden Dateiformaten verwendet:
- (PICT) Macintosh PICT Ressource, ersetzt durch PDF in Mac OS X
- (WMF) Windows Metafile = (EMF) Windows Enhanced Metafile
- (EPS) Encapsulated PostScript
- (CGM) Computer Graphics Metafile
- (PDF) Portable Document Format
- (CDR) Corel Draw File
- (CMX) Corel Metafile Exchange
- (SVG) Scalable Vector Graphics
- (WPG) Word Perfect Graphics
- (RTF) Rich Text Format
- (GEM) Graphics Environment Manager